# 광주 용두동 지석묘
광주 용두동 지석묘(光州 龍頭洞 支石墓)는 광주광역시 서구
용두동에 있는 청동시대의 지석묘이다. 1984년 2월 29일 광주광역시의 문화재자료 제6호로 지정되었다.

## 개요
지석묘는 청동기시대의 대표적인 무덤으로 고인돌이라고도 부르며, 주로 경제력이 있거나 정치권력을 가진 지배층의 무덤으로 알려져 있다.
우리나라의 고인돌은 4개의 받침돌을 세워 돌방을 만들고 그 위에 거대하고 평평한 덮개돌을 올려 놓은 탁자식과, 땅속에 돌방을 만들고 작은 받침돌을 세운 뒤 그 위에 덮개돌을 올린 바둑판식으로 구분된다.
광주 용두리 고인돌군은 남북 방향으로 3줄이 배치되어 있는데 현재 온전한 형태로 남아있는 것은 10기이며, 주위에 덮개돌을 지탱하는 받침돌이 여러 개 흩어져 있는 것으로 보아 2∼3기 정도 더 있었을 것으로 생각된다.
10개의 고인돌 중에는 전라남도 지방에서는 보기 드문 탁자식 고인돌이 1기 있고, 나머지는 바둑판식이다. 탁자식 고인돌의 덮개돌은 길이 1.5m, 너비 0.65m이며, 3개의 받침돌이 지탱하고 있다. 이들 고인돌의 덮개돌은 이곳에서 1km 떨어진 송악산에서 가져온 것으로 보인다. 광주 지역에서는 모두 103기의 고인돌이 발견되었는데, 이곳에서는 탁자식 고인돌 1기가 발견된 것이 특징적이다.

## 참고 자료
- 용두동지석묘 - 국가유산청 국가유산포털